# Zelenîi Hai, Jovtnevîi
Zelenîi Hai (în ucraineană Зелений Гай) este localitatea de reședință a comunei Zelenîi Hai din raionul Jovtnevîi, regiunea Mîkolaiiv, Ucraina.

## Demografie
Componența lingvistică a localității Zelenîi Hai
     Ucraineană (91,93%)
     Rusă (6,56%)
     Alte limbi (1,24%)
Conform recensământului din 2001, majoritatea populației localității Zelenîi Hai era vorbitoare de ucraineană (91,93%), existând în minoritate și vorbitori de rusă (6,56%).